# Gulfstream IV
Gulfstream IV (укр. Гольфстрім IV) (або G-IV або GIV) і похідні — сімейство двореактивних літаків, які в основному призначені для приватного чи комерційного використання. Вони були розроблені та побудовані Gulfstream Aerospace, компанією General Dynamics, що базується в Савані, штат Джорджія, США, з 1985 по 2018 рік. Потужність літака забезпечують два турбовентилятори Rolls-Royce RB.183 Tay.
Після поставки останнього G450 було виготовлено понад 900 одиниць GIV/GIV-SP/G450. Останній G450 був поставлений 19 січня 2018 року після 365 поставок протягом 12 років, закінчивши 30-річний цикл виробництва, який буде замінений на G500.

## Дизайн

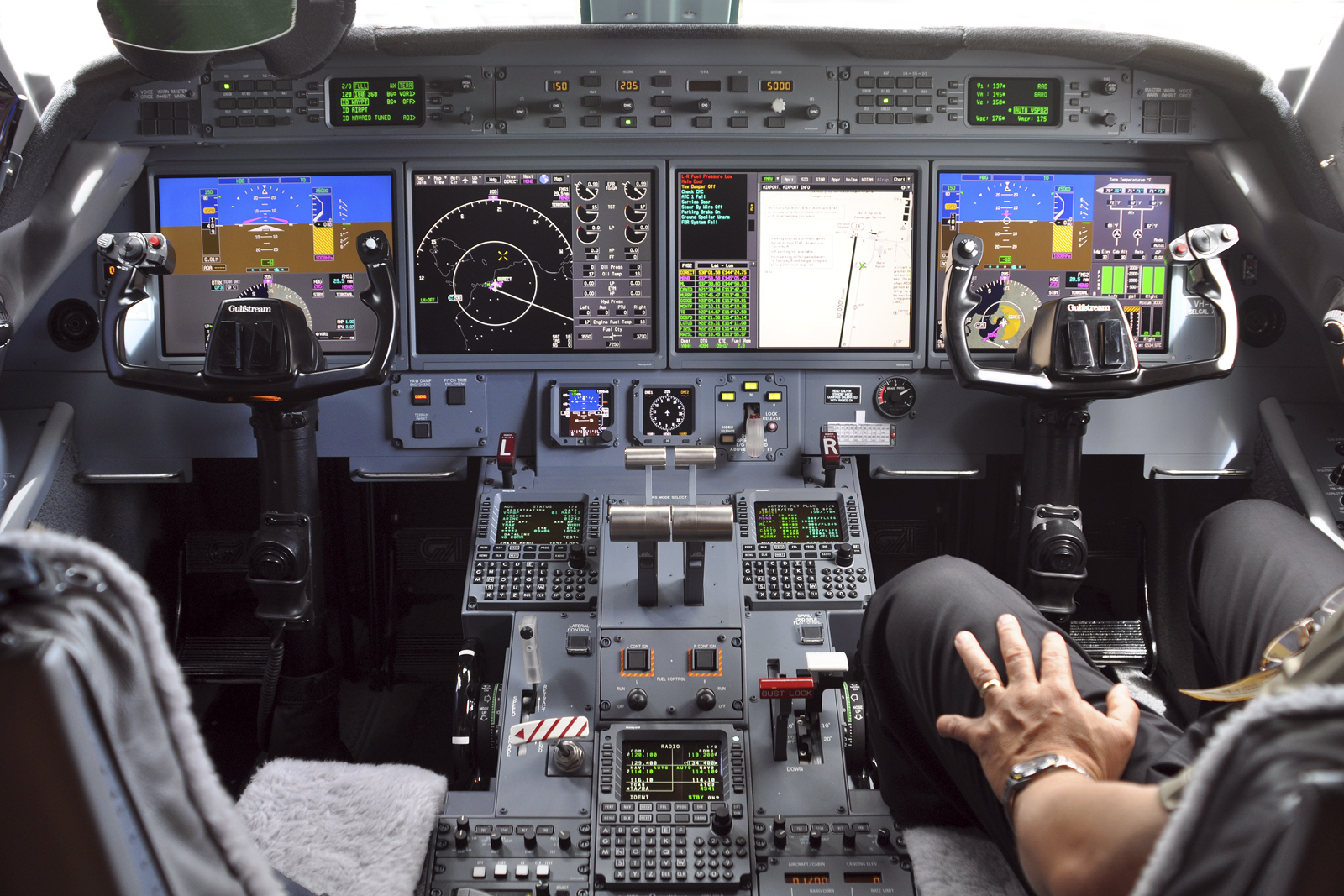
Оновлена кабіна польоту G450

У порівнянні з Gulfstream III рішення змінити конструкцію крила для зменшення ваги дало можливість змінити аеродинамічний дизайн крила, щоб зменшити крейсерський опір і збільшити дальність. Зміни контуру крила повинні бути обмежені передніми 65 % хорди крила, щоб не було необхідності перепроектувати поверхні управління. Модифікація внутрішнього крила призвела б до зміни конструкції підлоги фюзеляжу, отже, ця частина крила не була змінена. Модифікації підвісного крила були спрямовані на зменшення пікового докритичного коефіцієнта тиску та переміщення його назад, щоб зменшити силу удару та збільшити стріловидність удару.

## Операційна історія

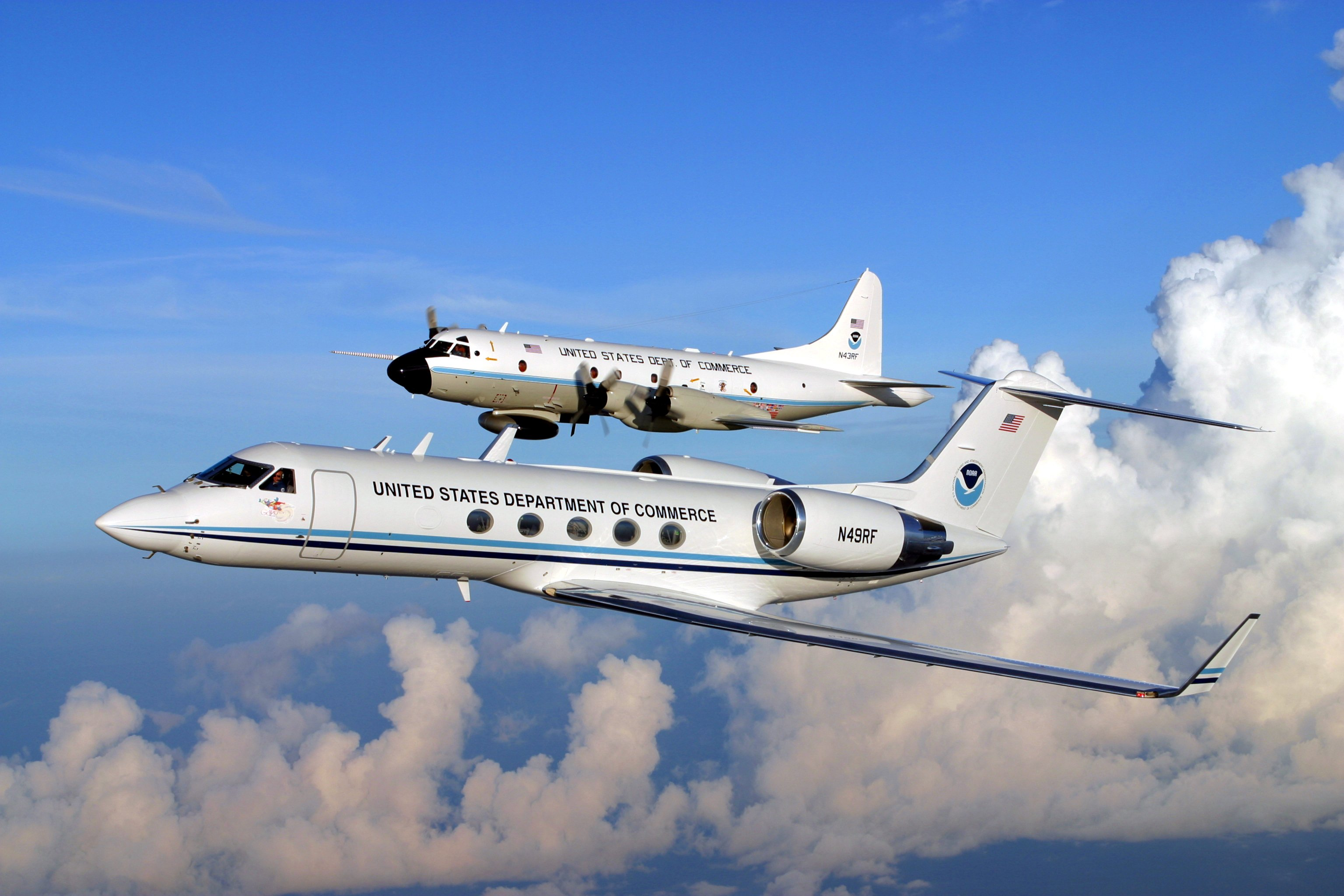
GIV і WP-3 NOAA

Національне управління океанічних і атмосферних досліджень (NOAA) використовує GIV-SP (N49RF), модифікований для польотів вчених і членів екіпажу на висоті 45 000 футів навколо тропічних циклонів. Літак був модифікований для скидання приладів під назвою «зонди падіння» для вимірювання швидкості вітру, барометричного тиску, вологості та температури під час падіння на поверхню океану. Відбираючи зразки циклону за допомогою цих скидальних зондів на відстані 4000 миль навколо шторму, синоптики з Національного центру ураганів NOAA та Відділу дослідження ураганів можуть краще передбачити, куди ураган буде «керувати» вітрами верхнього рівня. Вони також передбачають зсув вітру, який збільшить або зменшить силу урагану. GIV-SP підходить для цієї місії, оскільки він швидкий і може літати на великі відстані з достатньою кабіною для екіпажу та приладів. У 2009 році NOAA GIV-SP був додатково модифікований шляхом додавання доплерівського радара бічного сканування в задній частині фюзеляжу. Цей радар використовується для профілювання грозових хмар.